# Zápas na Letních olympijských hrách 1980 – muži, řecko-římský do 100 kg
Zápas řecko-římský ve váhové kategorii do 100 kg probíhal na Letních olympijských hrách 1980 v Moskvě, v atletické hale CSKA Moskva. O medaile se utkalo celkem 9 zápasníků.

## Turnajové výsledky
Za prohru zápasníci získávají záporné body. 6 bodů vyřazuje zápasníka z dalších bojů. Poté, co zbývají poslední tři borci, utkají se tito ve finálovém kole o medaile.
Legenda
- TF — Lopatkové vítězství
- IN — Vítězství pro soupeřovo zranění
- DQ — Vítězství pro soupeřovu pasivitu
- D1 — Vítězství pro soupeřovu pasivitu, vítěz taktéž napomínán
- D2 — Oba zápasníci diskvalifikováni pro pasivitu
- FF — Kontumační vítězství
- DNA — Soupeř nenastoupil
- TPP — Trestné body celkem
- MPP — Trestné body za zápas

Sankce
- 0 - Lopatkové vítězství, technická převaha, pro pasivitu, zranění soupeře, nenastoupení
- 0,5 - Výhra na body, 8-11 bodů rozdíl
- 1 - Výhra na body, 1-7 bodů rozdíl
- 2 - Výhra pro pasivitu, vítěz taktéž napomínán
- 3 - Prohra na body, 1-7 body rozdíl
- 3,5 - Prohra na body, 8-11 bodů rozdílu
- 4 - Prohra lopatková, technickou převahu, pro pasivitu, zranění, nenastoupení

### Kolo 1
| TPP | MPP |                          | Score     |                        | MPP | TPP |
| --- | --- | ------------------------ | --------- | ---------------------- | --- | --- |
| 4   | 4   | Tamás Gáspár (HUN)       | TF / 5:06 | Nikolaj Balbošin (URS) | 0   | 0   |
| 0   | 0   | Vasile Andrei (ROU)      | DQ / 5:37 | Refik Memišević (YUG)  | 4   | 4   |
| 4   | 4   | Svend Studsgaard (DEN)   | DQ / 5:58 | Roman Bierła (POL)     | 0   | 0   |
| 0   | 0   | Georgios Pikilidis (GRE) | DQ / 7:05 | Oldřich Dvořák (TCH)   | 4   | 4   |
| 5   |     | Georgij Rajkov (BUL)     |           | Bye                    |     |     |

### Kolo 2
| TPP | MPP |                        | Score     |                          | MPP | TPP |
| --- | --- | ---------------------- | --------- | ------------------------ | --- | --- |
| 0   | 0   | Georgij Rajkov (BUL)   | DQ / 8:05 | Tamás Gáspár (HUN)       | 4   | 8   |
| 4   | 4   | Nikolaj Balbošin (URS) | IN / 1:53 | Vasile Andrei (ROU)      | 0   | 0   |
| 4   | 0   | Refik Memišević (YUG)  | DQ / 3:58 | Svend Studsgaard (DEN)   | 4   | 8   |
| 0   | 0   | Roman Bierła (POL)     | DQ / 5:27 | Georgios Pikilidis (GRE) | 4   | 4   |
| 4   |     | Oldřich Dvořák (TCH)   |           | Bye                      |     |     |

### Kolo 3
| TPP | MPP |                        | Score     |                          | MPP | TPP |
| --- | --- | ---------------------- | --------- | ------------------------ | --- | --- |
| 8   | 4   | Oldřich Dvořák (TCH)   | DQ / 6:39 | Georgij Rajkov (BUL)     | 0   | 0   |
| 4   | 4   | Vasile Andrei (ROU)    | DQ / 7:24 | Roman Bierła (POL)       | 0   | 0   |
| 4   | 0   | Refik Memišević (YUG)  | DQ / 5:15 | Georgios Pikilidis (GRE) | 4   | 8   |
| 4   |     | Nikolaj Balbošin (URS) |           | DNA                      |     |     |

### Kolo 4
| TPP | MPP |                       | Score |                     | MPP | TPP |
| --- | --- | --------------------- | ----- | ------------------- | --- | --- |
| 1   | 1   | Georgij Rajkov (BUL)  | 7 - 2 | Vasile Andrei (ROU) | 3   | 7   |
| 7   | 3   | Refik Memišević (YUG) | 2 - 5 | Roman Bierła (POL)  | 1   | 1   |

### Finále
Výsledky z předchozích kol se započítávají do finále (žlutě zvýrazněno)
| TPP | MPP |                      | Score     |                     | MPP | TPP |
| --- | --- | -------------------- | --------- | ------------------- | --- | --- |
|     | 4   | Vasile Andrei (ROU)  | DQ / 7:24 | Roman Bierła (POL)  | 0   |     |
|     | 1   | Georgij Rajkov (BUL) | 7 - 2     | Vasile Andrei (ROU) | 3   | 7   |
| 3   | 2   | Georgij Rajkov (BUL) | D1 / 7:52 | Roman Bierła (POL)  | 4   | 4   |

## Finálové pořadí
1. Georgij Rajkov (BUL)
2. Roman Bierła (POL)
3. Vasile Andrei (ROU)
4. Refik Memišević (YUG)
5. Georgios Pikilidis (GRE)
6. Oldřich Dvořák (TCH)
7. Nikolaj Balbošin (URS)
8. Svend Studsgaard (DEN)